# Echinopsis oxygona
Echinopsis oxygona is een plant in de cactusfamilie. Echinopsis eyriesii, tot 2001 gezien als aparte soort, wordt beschouwd als synoniem.

## Beschrijving
E. oxygona groeit alleen of in groepen. De eerst bolvormige, later korte cilindrische, donkergroene scheuten worden tot 75 cm hoog en tot 15cm dik. Er zijn 8 tot 18 ribben. De witte tot bruine, grijze of zwarte areolen staan tot 2 cm uit elkaar. De stekels die uit de areolen komen, variëren in grootte en aantal. 
Bij planten die als E. eyriesii worden behandeld, zijn er 10-15 zeer korte stekels. Bij planten die als E. oxygona worden beschouwd, zijn de stekels langer: de één tot vijf sterke centrale stekels zijn tot 3-3,5 cm lang en er zijn tot 20 dunnere radiale stekels tot 2,5 cm lang.
De lange trechtervormige, geurige, lichtroze tot lavendelkleurige bloemen worden 5-25 cm groot. De groene vruchten zijn tot 4 centimeter lang en hebben een diameter van 2 centimeter. De bloemen openen zich in de avond of nacht en blijven dan open tot de middag.

## Verspreiding
E. oxygona is inheems in Zuid-Amerika, van Zuid Brazilië tot Noord-Oost Argentinië, inclusief Uruguay en Paraguay. De soort is geïntroduceerd in Spanje en Tunesië. In KwaZulu-Natal in Zuid-Afrika wordt E. oxygona als invasieve soort gezien.
De soort groeit graag op rotsige grond.